# 産卵管

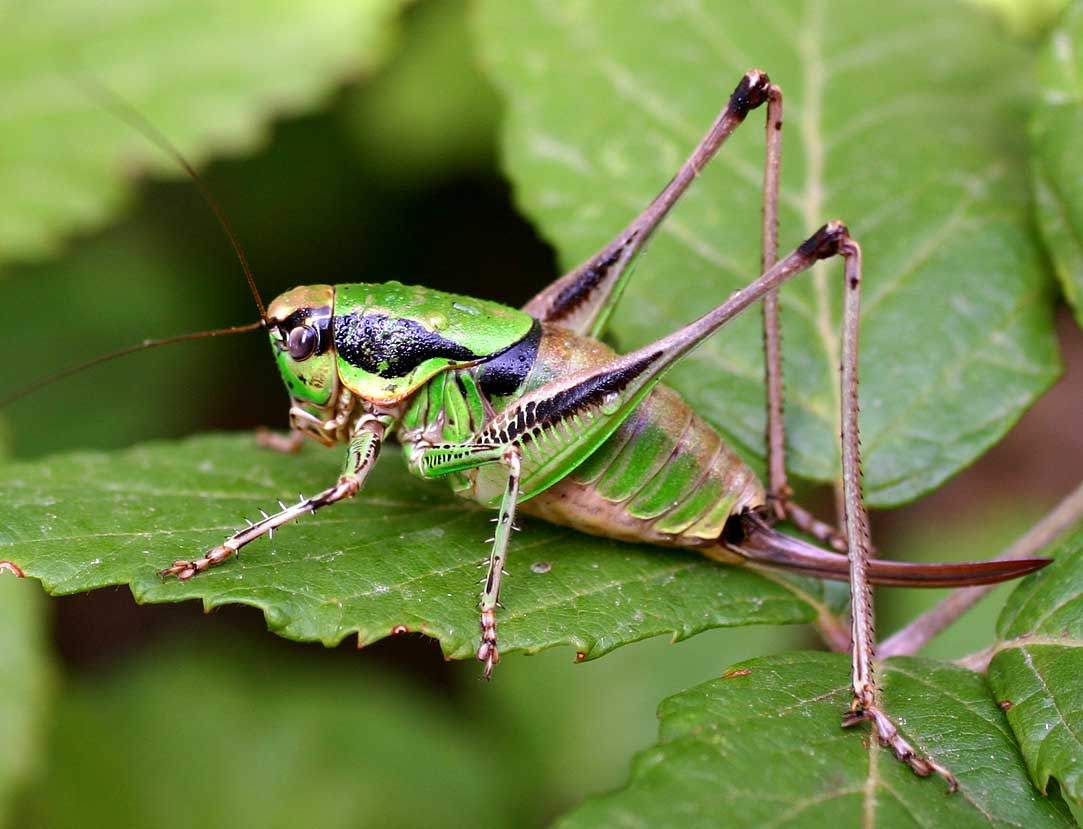
キリギリス科の一種 Eupholidoptera chabrieri のメス。尾部に長い産卵管が突き出る

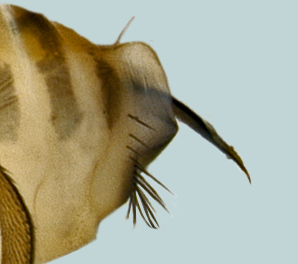
Apocephalus borealis の産卵管

産卵管（さんらんかん、ovipositor）は、昆虫などの雌が腹端に有する生殖器のこと。輸卵管を中心とした産卵のための突起である。昆虫類の他にも、二枚貝の鰓に産卵するタナゴ類（魚類）などは産卵管と呼ばれる器官を持つ。

## 概要
産卵の際、卵を土中や植物の組織内などに埋めこむための構造である。腹節に発達した管状の突起物で、大きさや形状も様々である。そのため、トンボ目やカゲロウ目の昆虫等では同定のための重要な特徴とされることもある。つねに外部に露出しているものもあり、昆虫類の場合はその形状から「剣」という俗称もある。
形態は様々であるが、土の中に産卵するものは長くまっすぐなものが多く、植物の茎に産卵するものは短く曲がっているものが多い。なお、バッタ類は明確な産卵管を持たないが、腹部が長いので、比較的深くに産卵することができる。

## それぞれの種における産卵管
バッタ目の産卵管は、第8腹節および第9腹節に付属する突起で、大きなものを観察できる事が多い。
キリギリス亜目には体長と比較して大きな産卵管を持つ種が多い。特にキリギリスなどの産卵管は形態の大きな特徴のひとつである。
ヨコバイ亜目やカ亜目などの昆虫においても特徴的な産卵管を観察することができ、ハチ目には毒針に変化しているものもいる。ウマノオバチは極端に長い産卵管を持つことでよく知られる。